# Azaron
Azaron is een geneesmiddel dat jeuk en pijn als gevolg van insectenbeten (zoals een muggenbeet) of het aanraken van kwallen kan wegnemen. Dit product, dat als crème en stick verkocht wordt, heeft als werkzaam bestanddeel tripelennaminehydrochloride, een antihistaminicum. Azaron, dat op de geïrriteerde huid wordt aangebracht, heeft een plaatselijk verdovende werking waardoor de jeuk afneemt.
Behalve een middel ter behandeling van een insectenbeet, wordt de merknaam Azaron ook gebruikt voor een middel ter preventie van een insectenbeet, namelijk "Azaron protect". Het werkzame bestanddeel in Azaron protect is di-ethyl-m-toluamide (DEET).
Het wordt sterk afgeraden om lokale antihistaminica zoals Azaron te gebruiken aangezien dit kan leiden tot sensibilisatie.

Deze middelen zijn niet receptplichtig. Azaron wordt gemaakt door Perrigo, maar was tot 2001 een Nederlands product van Chefaro.